# Heteralonia obscuripennis
Heteralonia obscuripennis är en tvåvingeart som först beskrevs av Hesse 1956.  Heteralonia obscuripennis ingår i släktet Heteralonia och familjen svävflugor. Inga underarter finns listade i Catalogue of Life.